# Chesapeake (Wirginia Zachodnia)
Chesapeake – miasto w Stanach Zjednoczonych, w stanie Wirginia Zachodnia, w hrabstwie Kanawha.